# Kai Otto Donner
Kai Otto Donner (* 19. Oktober 1922 in Helsinki; † 13. März 1995 ebenda) war ein finnischer Zoologe, Professor für Zoologie von 1972 bis 1985 an der Universität Helsinki und Tischtennisspieler.

## Leben
Von 1980 bis 1985 war er Vorsitzender des Central Science Committee.
Er studierte unter anderem den Flohkrebs Pontoporeia affinis und den Sehsinn von Vögeln. Am 11. März 1981 wurde Donner als ausländisches Mitglied der Königlich Schwedischen Akademie der Wissenschaften gewählt. Zudem war der Finne Vorstandsmitglied von Oy Tampella Ab. Donners Vater war Kai Donner, ein Linguist.
Am 13. März 1995 starb er im Alter von 72 Jahren.

## Karriere als Tischtennisspieler
Donner nahm 1941 an einer Finnischen Tischtennis-Meisterschaft teil. Dort gewann er eine Bronzemedaille im Einzel.